# Historiens et Géographes
Historiens et Géographes est une revue trimestrielle française d'histoire et de géographie, éditée par l'Association des professeurs d'histoire et de géographie de l'enseignement public (APHG). Elle propose un contenu à la fois scientifique et pédagogique.
Initialement intitulée Bulletin de la Société des professeurs d'histoire-géographie, elle émane alors de la Société des professeurs d’histoire et de géographie (SPHG), une association fondée le 1er novembre 1910 au lycée Louis-le-Grand. Ce bulletin corporatif se transforme en revue en 1965 et prend son titre actuel, tandis qu'en 1975, la SPHG devient l'APHG. 
Malgré le rapprochement traditionnel entre les disciplines historiques et géographiques en France, il s'agit d'une des rares revues bi-disciplinaires. Elle compte des professeurs du secondaire parmi ses rédacteurs mais aussi des chercheurs et universitaires comme conseillers scientifiques, parmi lesquels on peut citer Jean-Claude Allain, Jean-Jacques Becker, Robert Fossier, André Kaspi ou encore Yann Le Bohec. Les dossiers thématiques font en effet appel ponctuellement à de grands spécialistes des sujets traités.
Cette revue est considérée comme « très sérieuse » par le magazine Sciences humaines. Le site Ent'revues (« journal des revues culturelles ») affirme que cette revue « constitue une référence » et évoque notamment la « diversité de ses rubriques ».
Outre les adhérents de l'APHG, Historiens et Géographes est notamment diffusé dans un grand nombre de bibliothèques, CDI et organismes culturels, en France mais aussi à l'étranger.
Lorsque, le 20 octobre 1979, Alain Decaux publie dans Le Figaro un texte intitulé « On n’apprend plus l'histoire à vos enfants ! », une longue polémique s'engage, et Historiens et Géographes y participe ou en fait l'écho, notamment à travers une chronique régulière et précise écrite par Hubert Tison mais aussi en collaborant au colloque sur « L’enseignement de l’histoire dans la jeunesse » organisé par Michel Debré le 25 juin 1980.